# Sabelo tutrix
Sabelo tutrix är en insektsart som beskrevs av Otte, D. och Perez-gelabert 2009. Sabelo tutrix ingår i släktet Sabelo och familjen syrsor. Inga underarter finns listade i Catalogue of Life.